# Kelly Thompson
Pour les articles homonymes, voir Thompson.
Kelly Thompson est une romancière et scénariste de comics américaine.

## Biographie
En 2021, elle remporte le prix Eisner de la meilleure nouvelle série (Best New Series) pour sa reprise de Black Widow dessinée par Elena Casagrande. En 2024, elle remporte le prix Eisner de la meilleure publication humoristique pour It's Jeff: The Jeff-Verse #1 avec Gurihiru.

## Œuvres

### Romans
- The Girl Who Would Be King, 2012,  (ISBN 978-0-9882-6973-6)
- Storykiller, 2014,  (ISBN 978-0-9916-4925-9)

### Comics

#### IDW Publishing
- Jem and the Holograms #1-26 (mars 2015 - juin 2017)
- Ghostbusters: Deviations, one-shot (avec Nelson Daniel, mars 2016)
- Jem: The Misfits #1-5 (avec Jenn St. Onge, décembre 2016 - juin 2017)

#### Dark Horse Comics
- Creepy #20, "Verto" (avec Ramón Bachs, avril 2015)
- Heart in a Box (mini-série en 7 numéros avec Meredith McClaren, mai - juillet 2015)

#### Marvel Comics
- Captain Marvel and the Carol Corps (mini-série en 4 numéros avec Kelly Sue DeConnick, David López, Laura Braga et Paolo Pantalena juin – septembre 2015
- A-Force vol. 2 #2-10 (février 2016 - octobre 2016)
- Star Wars Annual vol. 2 #2 (avec Emilio Laiso, novembre 2016)
- Hawkeye vol. 5 #1-16 (novembre 2016 - mars 2018)
- Generations: The Archers #1 (avec Stefano Raffaele, août 2017)
- Star Wars : Capitaine Phasma (Star Wars: Captain Phasma) #1-4 (avec Marco Checchetto, septembre – octobre 2017)
- Rogue and Gambit #1-5 (avec Pere Pérez, janvier - mai 2018)
- Jessica Jones - Marvel Digital Original #1-3 , (juillet 2018 - septembre 2018)
- Mr. and Mrs. X #1-12 (juillet 2018 - juin 2019)
- West Coast Avengers vol. 3 #1-10 (août 2018 - avril 2019)
- Uncanny X-Men #1-10 (novembre 2018 - janvier 2019)
- Jessica Jones: Purple Daughter - Marvel Digital Original (janvier 2019 - mars 2019)
- Captain Marvel vol. 10 #1-... , (janvier 2019-...)
- Deadpool vol. 8 #1-10 (mars 2020 - janvier 2021)
- Black Widow vol. 8 #1-15 (septembre 2020 - avril 2022)

#### Dynamite Comics
- Nancy Drew #1-5 (avec Jenn St-Onge, juin–octobre 2018)

#### Boom! Studios
- Lumberjanes: Don't Axe, Don't Tale 2016 Special (avec Jen Wang, Christine Norrie et Savanna Ganucheau, mai 2016)
- Mighty Morphin Power Rangers: Pink (mini-série en 6 numéros avec Brenden Fletcher, Tini Howard et Daniele Di Nicuolo, juin – décembre 2016)
- Adventure Time Comics #3 (avec d'autres artistes, septembre 2016)
- Mega Princess #1-5 (avec Brianne Drouhard, novembre 2016 - avril 2017)